# Begraafplaats Binnenstad

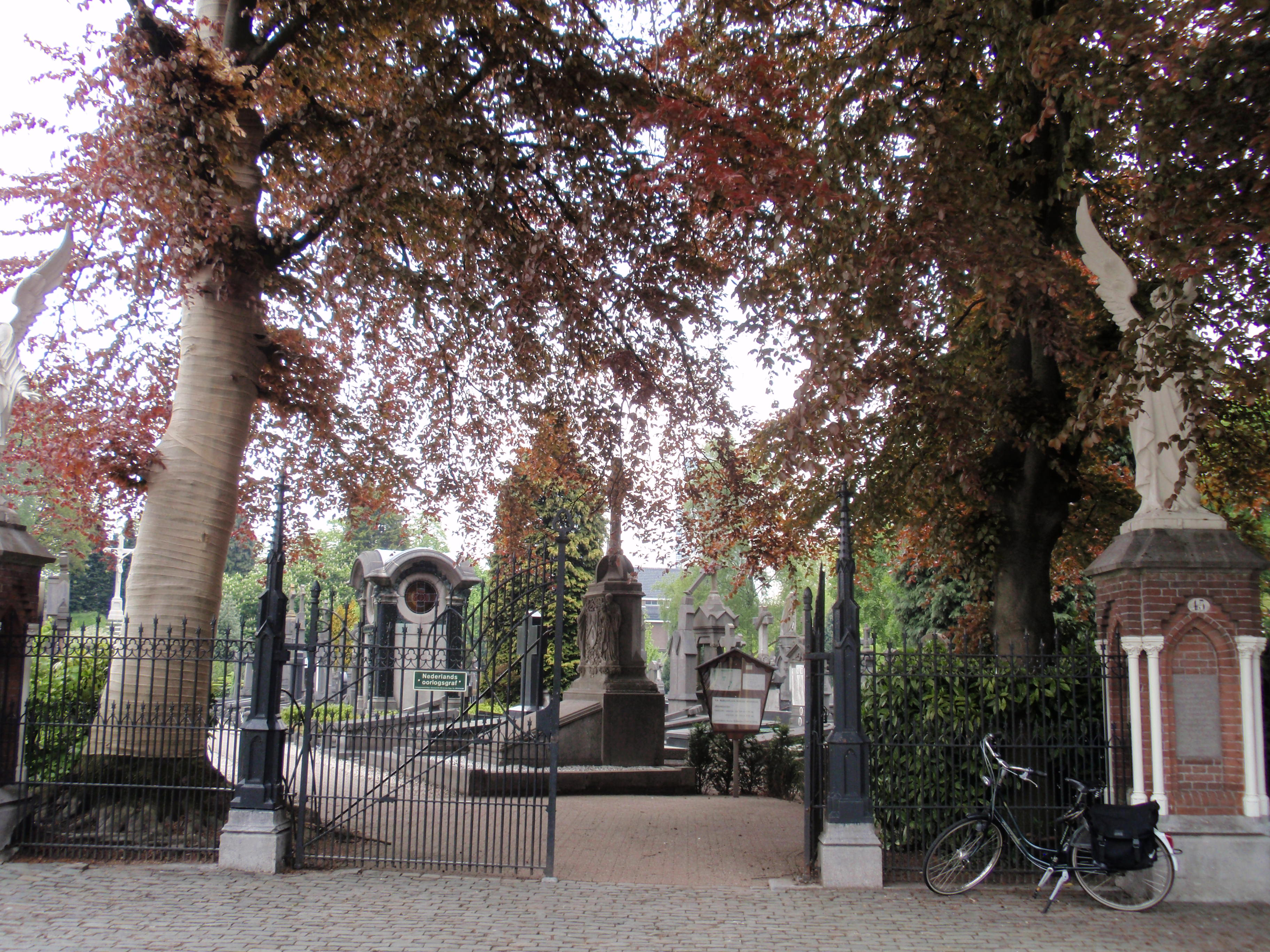
Ingang Begraafplaats Binnenstad

De Begraafplaats Binnenstad is een katholieke begraafplaats te Tilburg, gelegen aan Bredaseweg 45. De begraafplaats is vooral bekend vanwege de reeks neogotische gietijzeren beelden die het hekwerk sieren. Als zodanig is de begraafplaats bekend als het kerkhof met de beelden.

## Aanleg
De begraafplaats werd aangelegd in 1811 als gemeentelijke begraafplaats overeenkomstig de napoleontische wetgeving die begraafplaatsen buiten de bebouwde kom voorschreef.  Het kerkbestuur van parochie 't Heike,  kocht dit stuk grond van Bartholomeus Mombers (geboren op 3 oktober 1712 te Tilburg en aldaar overleden op 20 december 1813). Op 22 december 1813 werd Bartholomeus Mombers de allereerste persoon die zijn laatste rustplaats vond op het kerkhof aan de Bredaseweg. Zo rustte hij op zijn eigen grond. Zijn graf bevindt zich nog steeds op deze begraafplaats. 
Tot dan toe was er slechts sprake van een begraafplaats om de Heikese kerk, die al eeuwenlang in gebruik was. Dit leidde tot toestanden dat de menigte Volks die het Kerkhof uithoofde van deszelfs gelegenheyt dagelijks moeten passeeren, geduurig treeden op Menschen beenderen, Bekkeneelen of stukken en Brokken van Doodkisten, ja dat zij die er bij avond over gaan gevaar lopen om in de open graven en Kuylen te loopen, zoo als zulks reeds verscheyde malen gebeurd is..., zoals een rapport uit 1795 het beeldend beschrijft.

## Beeldengalerij

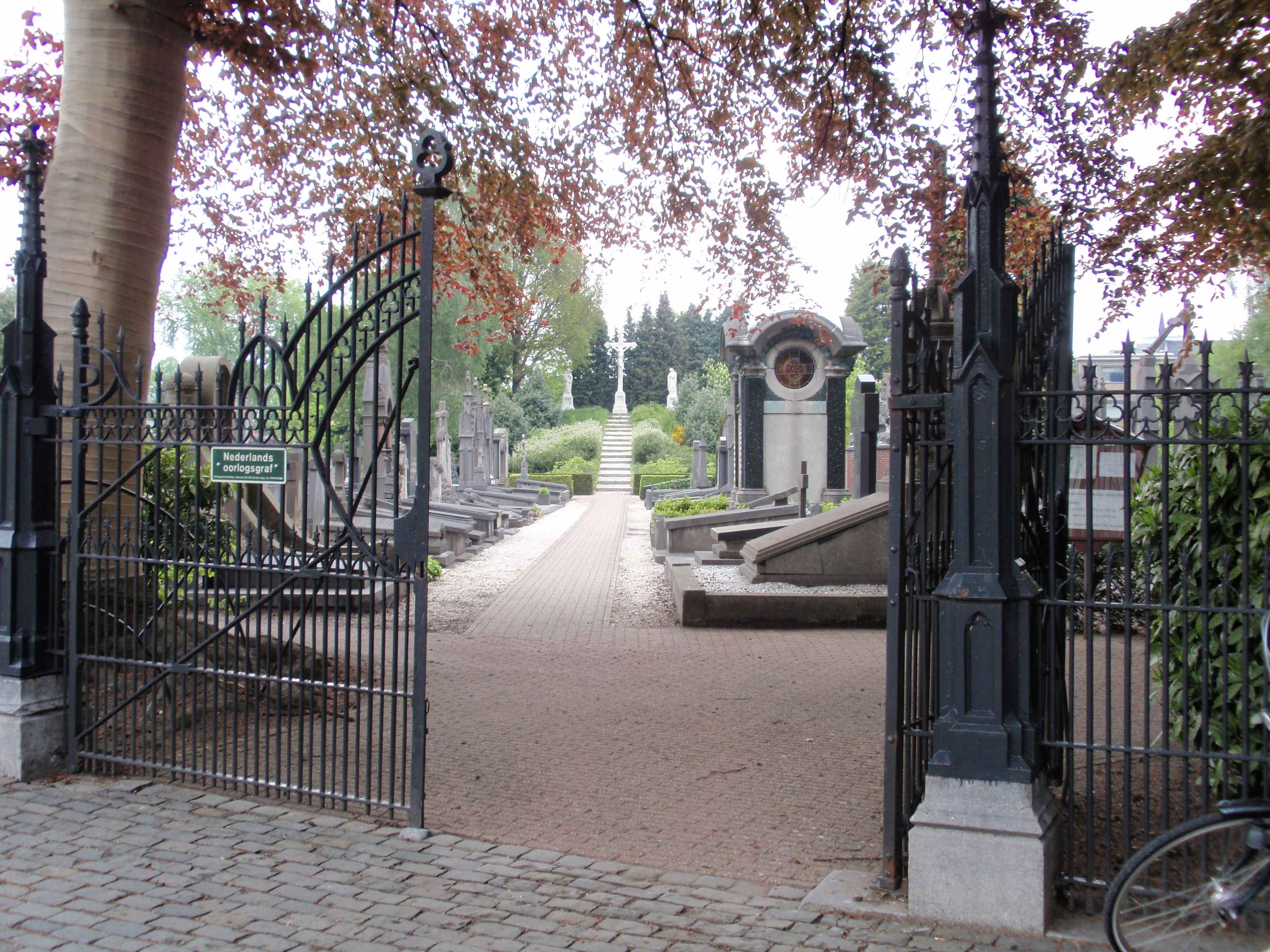
Ingang Begraafplaats Binnenstad

Geleidelijk aan verwierf de Heikese parochie een steeds groter aandeel van het terrein. Het beroemde ijzeren hekwerk werd pas in 1871 aanbesteed. De eerste beelden zullen toen of niet veel later geplaatst zijn. Het betrof twee apocalyptische engelen ter weerszijden van de toegangspoort, en Johannes de Doper. Sindsdien zorgden schenkingen van parochianen ervoor dat er telkens nieuwe beelden bij kwamen, en wel van de heiligen op wier voorspraak zij rekenden om het verblijf in het vagevuur van niet te lange duur te doen zijn. In 1897 werden weder vier beelden geplaatst. De beelden waren twee meter hoog en wogen per stuk 550 kg. In 1903 was het werk voltooid en was het aantal beelden tot twintig gegroeid, zodat aldus door de volijverige zorg onzer Geestelijkheid, een monument zijn gesticht, op dit gebied eenig in ons land en voor zoover bekend, ook in 't Buitenland niet te vinden.
Later vielen zes beelden ten offer aan weguitbreiding, en een van die beelden werd aan een café-eigenaar verkocht. De overige vijf belandden in 1965 bij een sloper. In 1972 dreigde het hele overgebleven ensemble te verdwijnen omdat de gemeente de Bredaseweg wilde verbreden. Zelfs een verplaatsing van het hekwerk vond de meerderheid van de gemeenteraad niet nodig. Het inderhaast opgerichte actiecomité: Heiligen gaan niet naar de hel, onder leiding van Harry van den Eerenbeemt verhinderde de afbraak en maakte zelfs de restauratie mogelijk van de vijf bij de sloper belande beelden. Aldus stonden in 1975 negentien beelden weer op hun plaats. Het twintigste beeld, de heilige Michael die aan de caféhouder was verkocht, werd mede dankzij de inzet van Hein Verschure in 1999 eveneens weer toegevoegd.

## Bijzondere graven
Op de begraafplaats zijn onder meer de graven te vinden van:
- Walter Breedveld, auteur;
- Jos Cobbenhagen, grondlegger van de Universiteit van Tilburg;
- Marietje Kessels, haar vader Mathieu Kessels en gezinsleden;
- Hendrik Moller, wetenschapper en politicus;
- Jan de Pont, advocaat en zakenman.

## Externe bron
- Beeldengalerij
- Begraafplaats
- Oude ansichtkaart beeldengalerij
- Panoramafoto beeldengalerij[dode link]
- De begraafplaats op Brabantserfgoed.nl